# وولان
شهر وولان (به فرانسوی: Wellen) در شهرستان تنژران  در استان لمبورگ  در منطقه فلاندری در کشور بلژیک واقع شده‌است.